# Love at First Sight (album)
Cet article concerne l'album de Sonny Rollins. Pour la chanson de Kylie Minogue, voir Love at First Sight.
Albums de Sonny Rollins
Don't Ask
(1979) No Problem
(1981)
Love at First Sight est un album du saxophoniste ténor Sonny Rollins paru en 1980 sur le label Milestone. Rollins est accompagné par des musiciens de renom avec le pianiste George Duke, le bassiste Stanley Clarke, le batteur Al Foster et Bill Summers aux percussions.

## Réception
L'auteur et critique de jazz Scott Yanow écrit sur AllMusic que « la musique est acceptable mais rien de mémorable apparaît ».

## Titres
| N°     | Titre                         | Compositeur                   | Durée |
| ------ | ----------------------------- | ----------------------------- | ----- |
| Face A |                               |                               |       |
| 1.     | Little Lu                     | Sonny Rollins                 | 6:38  |
| 2.     | The Dream That We Fell Out Of | Stanley Clarke                | 4:14  |
| 3.     | Strode Rode                   | Sonny Rollins                 | 7:33  |
| Face B |                               |                               |       |
| 4.     | The Very Thought Of You       | Ray Noble                     | 5:38  |
| 5.     | Caress                        | George Duke                   | 7:25  |
| 6.     | Double Feature                | Stanley Clarke, Sonny Rollins | 4:51  |

## Enregistrement
Les morceaux sont enregistrés du 9 au 12 mai 1980 au Fantasy Studios à Berkeley (Californie) et paru sur le label Milestone Records.
| Musicien       | Instrument               | Titre   |  | Équipe technique |                    |
| -------------- | ------------------------ | ------- |  | ---------------- | ------------------ |
| Sonny Rollins  | saxophone ténor, lyricon | 1-6 2   |  | Orrin Keepnews   | producteur         |
| George Duke    | piano                    | 1-5     |  | Richard Corsello | enregistrement     |
| Stanley Clarke | guitare basse            | 1-6     |  | Gary Hobish      | remastering (1992) |
| Bill Summers   | congas, percussions      | 1, 3, 5 |  |                  |                    |
| Al Foster      | batterie                 | 1-3, 5  |  |                  |                    |